# Dexter Daniels
Dexter Lavista Daniels (* 8. Dezember 1973 in Valdosta, Georgia) ist ein ehemaliger US-amerikanischer American-Football-Spieler. Er spielte eine Saison auf der Position des Linebackers für die Baltimore Ravens in der National Football League (NFL).

## NFL
Daniels wurde im NFL Draft 1996 als 172. Spieler in der sechsten Runde von den Baltimore Ravens ausgewählt. Am 26. August 1996 wurde er entlassen, jedoch am 19. September für ihren Practice Squad wiederverpflichtet. Entlassen wurde Daniels am 24. September 1996 erneut. Am 29. Oktober 1996 wurde er erneut für den Practice Squad verpflichtet und am 22. November 1996 in den 53-Mann-Hauptkader befördert. Er stand für die Ravens in vier Spielen auf dem Platz, in denen er fünf Tackles bei den Special Teams verzeichnen konnte.